# Medarda
Medarda je žensko osebno ime.

## Izvor imena
Ime Medarda je ženska oblika moškega osebnega imena Medard.

## Različica imena
Meda

## Pogostost imena
Po podatkih Statističnega urada Republike Slovenije  na dan 31. decembra 2007 v Sloveniji ni bilo  ženskih oseb z imenom Medarda ali pa je bilo število nosilk tega imena manjše od 5.

## Osebni praznik
Osebe z imenom Medarda godujejo takrat kot osebe z imenom Medard.